# 大垣消防組合
大垣消防組合（おおがきしょうぼうくみあい）は、岐阜県大垣市、安八郡神戸町、輪之内町、安八町および揖斐郡池田町によって組織される一部事務組合（消防組合）である。

## 概要
- 消防本部：大垣市外野3丁目20番地2
- 管内面積：181.24km2
- 職員定数：233名
- 消防署3カ所、分署3カ所、分駐所1カ所
- 主力機械（2014年4月1日現在）
  - 普通消防ポンプ自動車：9
  - 水槽付消防ポンプ自動車：6
  - 梯子付消防ポンプ自動車：1
  - 屈折梯子付消防自動車：1
  - 化学消防車：2
  - 水槽車：1
  - 救助工作車：2
  - 指揮車：4
  - 器材運搬車：1
  - 支援車：1
  - 救急自動車：9
  - その他：12

## 沿革
- 1948年4月　大垣市消防本部が発足する。
- 1971年4月　大垣市・安八郡神戸町・輪之内町・安八町・墨俣町・揖斐郡池田町の1市5町により大垣消防組合を設立。
- 2006年3月　大垣市が墨俣町および養老郡上石津町を編入したことに伴い、組合の構成自治体が1市4町となる。旧上石津町域は養老町消防本部への事務委託を継続する。

## 組織
- 消防本部 - 総務課、予防課、警防課、指令課
- 消防署

## 消防署
| 消防署     | 住所                      | 分署など                                                                                          |
| ---------- | ------------------------- | ------------------------------------------------------------------------------------------------- |
| 中消防署   | 大垣市外野3丁目20番地2    | 南分署：大垣市横曽根4丁目35番地 東分署：安八郡安八町西結2778番地1 分駐所：大垣市丸の内2丁目28番地 |
| 北消防署   | 大垣市中川町4丁目173番地1 | 赤坂分署：大垣市昼飯町108番地                                                                     |
| 北部消防署 | 揖斐郡池田町八幡2675番地  | なし                                                                                              |